# Orthotrichum subexsertum
Orthotrichum subexsertum là một loài rêu trong họ Orthotrichaceae. Loài này được Schimp. ex Müll. Hal. mô tả khoa học đầu tiên năm 1858.